# Manhattan Beach (Brooklyn)
Pour les articles homonymes, voir Manhattan Beach.
Manhattan Beach est un quartier résidentiel de la ville de New York, dans l'arrondissement de Brooklyn. Les limites de Manhattan Beach sont l'Océan Atlantique au sud-est, Sheepshead Bay au nord, et Brighton Beach à l'Ouest. Manhattan Beach est connu pour être un quartier habité par des juifs ashkénazes, mais on trouve aussi des juifs séfarades et des juifs d'origine russe. Ce quartier est réputé être l'un des plus riches de Brooklyn. Les logements et les loyers sont les plus élevés de la ville. Les appartements coûtent extrêmement cher et dépassent fréquemment le million d'euros.
Manhattan Beach est aussi une plage de l'Océan Atlantique située à l'extrémité orientale de Coney Island. Elle s'est développée à la fin du XIXe siècle grâce à Austin Corbin, l'ancien et défunt président de la Long Island Railroad.

## Éducation

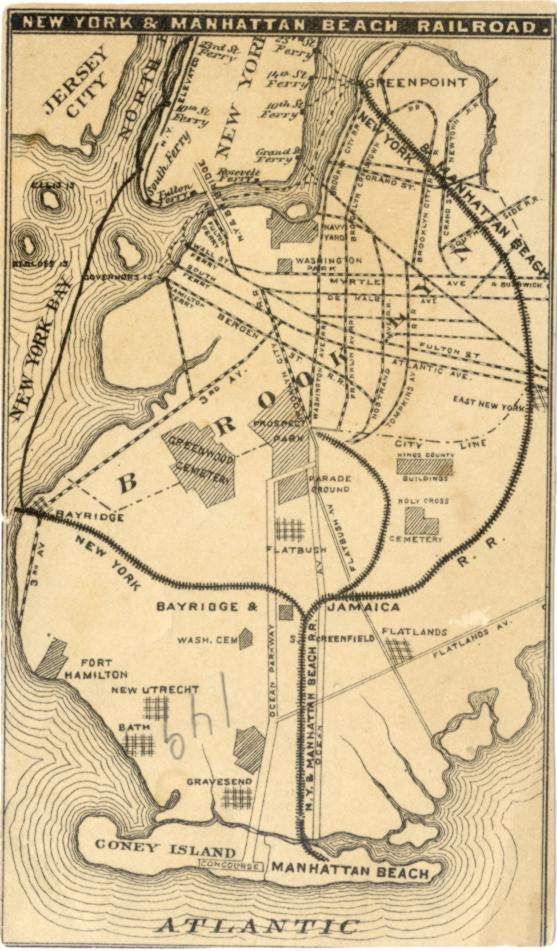
Plan du Long Island Rail Road, Brooklyn

Le département de l'Éducation de la ville de New York gère le PS 195 Manhattan Beach School (K-5).